# Градоначальники Одеси
Градоначальник — у Російській імперії в XIX — початку XX століття посадова особа з правами губернатора, що керувала градоначальництвом (містом з прилеглими землями), виділеним з губернського підпорядкування в окрему адміністративну одиницю внаслідок його особливого значення або географічного положення (Санкт-Петербург, Москва, Одеса, Севастополь, Керч-Єнікале, Миколаїв, Таганрог та ін.).
 
Градоначальник призначався імператором особисто або за поданням Міністерства внутрішніх справ. Стосовно міст, що входять до складу градоначальництва, градоначальники користувалися всіма правами губернаторів з нагляду за міським самоврядуванням (керівництво міською поліцією, забезпечення нагляду за торгівлею, поштою, судноплавством, станом публічних, кріпаків і портових будівель).
Градоначальник головував в особливому по міських справах присутності та в губернському розпорядчому комітеті при розгляді справ, що відносяться до господарських розпоряджень у столиці.
Одеський, Керчь-Єнікальський і севастопольський градоначальники відали справи, що стосуються місцевої поліції, торгівлі і судноплавства (Статут градоначальництва ст. 8, прод. 1886 року). У Севастополі і Керч-Єнікале посади градоначальників поручалися адміралам. У Севастополі градоначальник був також командиром Севастопольського порту і комендантом.
Лютнева революція 1917 року скасувала інститут градоначальництва, замінивши градоначальників на комісарів Тимчасового уряду.

## Список градоначальників
| Портрет | Ім'я                   | Термін                          | Опис |
| ------- | ---------------------- | ------------------------------- | --- |
|         | Герцог де Рішельє      | 8 жовтня 1803–27 серпня 1814    | Рішельє займався торговельними відносинами міста, при цьому не випускав з уваги інших сторін життя міста. В Одесі були відкриті гімназії з трьома відділеннями і «благородні інститути» для дітей панів. Завдяки старанням герцога в місті починають будівництво церков, відновлені по споруді собору, в 1804 році був побудований театр. Подарований Феліксом де Рібасом сад на Дерибасівській вулиці в 1811 році освітився 200 ліхтарями. У 1814 році відкрита міська друкарня. |
|         | Томас Кобле (в. о.)    | 26 вересня 1814— 31 грудня 1815 | |
|         | Граф де Ланжерон       | 1 січня 1816—22 травня 1820     | |
|         | Микола Трегубов        | 22 травня 1820—1822             | |
|         | Граф Олександр Гур'єв  | 1822—1825                       | Очолював комітет з установки пам'ятника герцогу де Рішельє. Пам'ятник був урочисто відкритий 22 квітня 1826 року. Гур'єву належала ідея відкриття училища садівництва в ботанічному саду, в 1825 році в саду почалося будівництво приміщення училища, але його відкрили тільки в 1844 році. |
|         | Павло Нейдгардт        | 1825—1826                       | |
|         | Федір Пален            | 1826—1828                       | Дав дозвіл на відкритті в Одесі єврейського училища в 1826 році. |
|         | Андрій Богдановський   | 1828—1831                       | |
|         | Олексій Льовшин        | 1831—1837                       | |
|         | Граф Олександр Толстой | 1837—1840                       | |
|         | Дмитро Ахлестишев      | 1840—1848                       | У 1845 році розпорядився про створення в Одесі «обивательської книги», введеної становищем 1785 р., поділялась на 6 частин: в 1-у вносилися «справжні городові обивателі»; в 2-у — купці всіх трьох гільдій; в 3-ма — цехові ремісники; в 4-у — іногородні та іноземні гості; в 5-у — імениті громадяни і в 6-ту — посадські. «Складають» цю книгу Старости і Депутати, які обираються Міським суспільством на 3 роки. У 1847 році завдяки діяльності і турботам Ахлестишева і його дружини, на кошти одеського купецтва заснований був Олександрівський дитячий притулок. |
|         | Олександр Казначеєв    | 4 грудня 1848–1854              | |
|         | Микола Крузенштерн     | 1854—1856                       | |
|         | Граф Федір Алопеус     | 1856—1857                       | Дбав про Олександрівський сирітський притулок, завдяки його клопотанням 88 торгових лавок були влаштовані на площі старого базару і склали, разом з місцями, на яких вони були споруджені, повну власність притулку. Його дружина також дбала про сиріт, так в 1859 році за її сприяння було придбано будинок для приміщення притулку. Стараннями графині Алопеус притулок був відкритий в січня 1862 для 100 дітей. |
|         | Барон Павло Местмахер  | 1857—1861                       | За своє багаторічне перебування в Одесі барон переконався, що «головним недолік господарського управління була відсутність живої участі в ньому мешканців міста». Потім 4 травня 1859 Местмахер передав графу Строганову записку, яка містила в собі ті недоліки, які треда змінити для порядку громадського управління в Одесі. Строганов підтримав ідею Местмахера, і зробив перед урядом від імені Одеси клопотання, яке знайшло живий відгук у Петербурзі. 6 липня 1859 граф повідомив Местмахера, що Міністерство внутрішніх справ схвалює його думки, і надає йому заснувати і очолити, особливий Комітет для складання докладного проекту Положення. Головна заслуга барона в Одесі, полягає в його діяльності по перетворенню Міського громадського управління. |
|         | Платон Антонович       | 1861—1863                       | |
|         | Барон Іван Веліо       | 1863—1865                       | |
|         | Михайло Шидловський    | 1865—1868                       | |
|         | Микола Бухарін         | 1868—1876                       | |
|         | Володимир Лєвашов      | 1876—1878                       | |
|         | Олександр Гейнц        | 1878—1880                       | |
|         | Карл Кноп              | 1880                            | |
|         | Сергій Гудим-Левкович  | 1880—1882                       | |
|         | Павло Косаговський     | 1882—1885                       | |
|         | Павло Зеленой          | 1885—1898                       | |
|         | Граф Павло Шувалов     | 1898—1903                       | |
|         | Дмитро Арсеньєв        | 1903                            | |
|         | Дмитро Нейдгарт        | 1903—1905                       | |
|         | Аполлон Григорьєв      | 1905—1907                       | |
|         | Василь Новицький       | 1907                            | |
|         | Іван Толмачов          | 2 грудня 1907–1911              | 2 грудня 1907 за особистим клопотанням Столипіна був призначений Одеським міським головою. На цій посаді протегував право-монархічним організаціям міста, зокрема Одеському відділу Союзу Російського Народу. |
|         | Іван Сосновський       | 1911—1917                       | |
|         | Микола Княжевич        | 1917                            | |
|         | Іван Липа              | 1917                            | 1-й комісар Одеси від Центральної ради УНР. Організував українські видавництва «Одеська літературна спілка» та «Народній Стяг». |
|         | Володимир Мустафін     | 1918                            | 25 вересня 1918 Мустафін звернувся до голови Ради міністрів та начальника штабу гетьмана: розглянути питання про можливість ліквідації відкритого в місті російського консульства — з появою якого «небувалі розміри набула більшовицька агітація». 12 жовтня в Одесі пройшла кампанія по ліквідації більшовицьких організацій, велику роль у керівництві якими відігравало консульство РСФРР. 14 жовтня в Одесі під керуванням міського керівництва ліквідоване російське консульство, співробітникам консульства запропонували негайно, під охороною залишити межі України. |
|         | Микола Богданович      | 1918                            | |
|         | В. А. Марков           | 1918—1919                       | |
|         | Борис Штенгель         | 1919                            | |
|         | Віктор Сокира-Яхонтов  | 1920                            | |